# Mina lapa
La mina lapa es un tipo de mina marina que se acopla a su objetivo mediante imanes. Se le llama de esta manera debido a su superficial parecido con la lapa, un tipo de molusco marino que se adhiere fuertemente a las rocas u otras superficies duras.
Un nadador o buceador puede acoplar la mina, que usualmente está diseñada con compartimientos huecos para que tenga una ligera flotabilidad negativa, haciendo que sea más sencilla de manipular bajo el agua.

## Tipos de espoleta
Las minas lapa habitualmente son detonadas por una espoleta cronométrica. También pueden tener un mecanismo antimanipulación, que las hace explotar al ser retiradas del casco por buzos enemigos o mediante explosiones. A veces la mina lapa era equipada con una pequeña turbina, que la haría detonar después de que el barco navegue una cierta distancia, por lo que era probable que se hundiese en un canal navegable o mar adentro fuera del alcance de los rescatistas, dificultando determinar la causa del hundimiento. 

## Historia

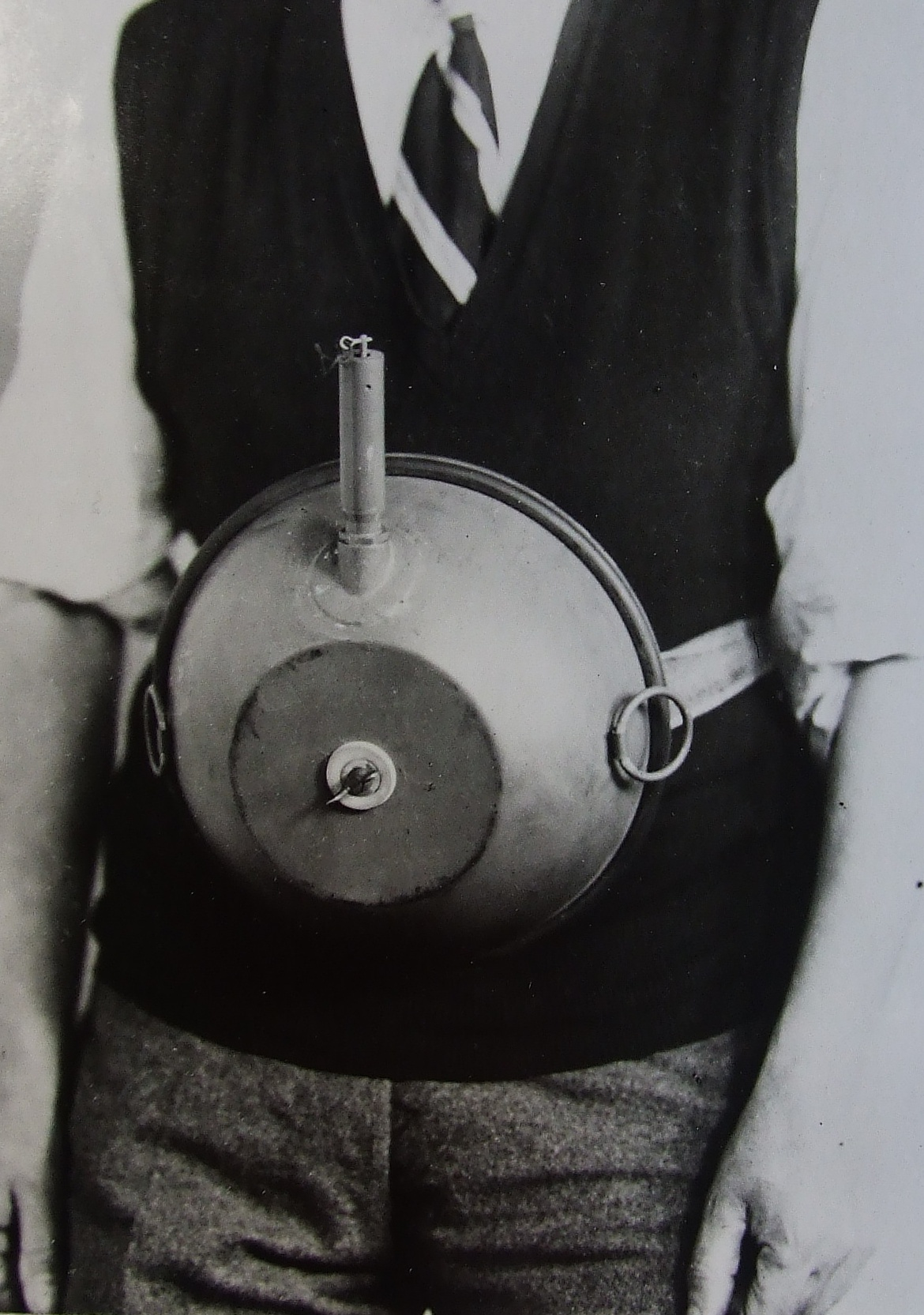
Cecil Vandepeer Clarke vistiendo una primigenia versión de la mina lapa en un plato de transporte de la misma forma que un buzo

Las minas lapa fueron empleadas por primera vez por buzos italianos para hundir el acorazado SMS Viribus Unitis en Pola el 1 de noviembre de 1918. Ellos emplearon un torpedo humano para acoplar las minas.
En diciembre de 1938 se creó una nueva unidad del Ejército Británico que pronto fue conocida como Military Intelligence (Research) (Inteligencia Militar (Investigación)) —abreviada como MI(R) o a veces como MIR—. En abril de 1939, Joe Holland, el jefe del MIR, reclutó a su viejo amigo el Mayor Millis Rowland Jefferis (1899-1963) como director de la sección técnica y bajo su liderazgo, el equipo desarrolló una amplia gama de armas innovadoras.
Una de las primeras ideas de Jefferis fue un tipo de mina que pudiese ser remolcada por un bote de remos, pero que se acople por sí misma al casco de un buque que pase al lado del bote. Era un problema lograr que una bomba pesada se adhiera con firmeza al casco de un barco. La respuesta evidente era emplear imanes, que debían ser lo más potentes posible.
En julio de 1939, Jefferis leyó en un número de la revista Armchair Science un pequeño artículo sobre imanes:

El imán permanente más poderoso del mundo - para su tamaño - ha sido desarrollado en los laboratorios de investigación de la General Electric Company en Nueva York. Apenas midiendo la mitad del tamaño del borrador de un lápiz, puede levantar una plancha de hierro de 5 libras. Su atracción magnética es varias veces más fuerte que la de cualquier imán anterior. La aleación fuertemente magnética que forma el imán, también puede emplearse en equipos eléctricos para reemplazar electroimanes que necesitan electricidad.

El 17 de julio, contactó al editor de la revista, Stuart Macrae, para más información sobre los imanes.
Durante la Primera Guerra Mundial, Macrae trabajó brevemente en un aparato para lanzar granadas de mano desde aviones, deseando volver a trabajar en retos semejantes. Cuando Jefferis lo llamó por teléfono, rápidamente llevó a cabo experimentos y produjo prototipos. Macrae contactó a Cecil Vandepeer Clarke (1897-1961), que en aquel entonces era el director administrativo de la Low Loading Trailer Company - Macrae había sido editor de una revista sobre casas rodantes y remolques. Él había quedado impresionado por el trabajo de Clarke con las casas rodantes dos años antes y necesitó de su experiencia y sus talleres en Bedford. Macrae y Clarke prontamente acordaron cooperar en el diseño de una nueva arma, pero rápidamente abandonaron cualquier idea de una mina remolcada por ser poco práctica. En cambio, trabajaron en una bomba que pudiese ser transportada por un buzo y acoplada directamente a un barco. La nueva arma sería conocida como mina lapa.
Las primeras versiones fueron ensambladas en unas pocas semanas. A causa del tiempo necesario para importar los imanes de la General Electric desde Estados Unidos, Macrae compró algunos imanes de herradura de juguete en una ferretería, que demostraron ser adecuados. El cuerpo del prototipo era un gran tazón de metal comprado en la sucursal de Woolworths en Bedford y modificado por un hojalatero local para sujetar los imanes alrededor de su borde. Después de muchos intentos, se descubrió que el detonador podía ser activado por un caramelo de anís de lenta disolución para ofrecer el tiempo necesario de huir. Los dulces, que habían sido abandonados por los hijos de Clarke en el taller, fueron la única sustancia probada que se disolvía en una proporción predecible. Para proteger el mecanismo del detonador de la humedad, que podía causar una detonación prematura, estaba cubierto con un preservativo que debía retirarse antes de su empleo. El prototipo fue probado en la piscina de los Baños Públicos de Bedford, usando una plancha de acero bajada en el lado hondo para simular el casco de un barco.
A Holland le hablaron sobre Macrae poco antes del inicio de la guerra y éste lo citó. Holland consideró que Macrae sería un buen lugarteniente para Jefferis - lo veía a Macrae como un administrador capaz que podía mantener a sus subordinados en orden. Macrae se unió a la War Office como civil y Holland se encargó que Macrae obtenga una comisión en octubre de 1939 (fechada el 1 de septiembre).
Clarke se unió al proyecto secreto Cultivator No. 6 como civil y más tarde se enroló en el Ejército. Sirvió en el Special Operations Executive (SOE) junto a Colin Gubbins y más tarde sería nombrado Comandante de una de las escuelas del Secret Intelligence Service. Él se volvería a encontrar con Macrae cuando fue transferido al MD1 en 1942.
Las "lapas rígidas" empleadas por los británicos durante la Segunda Guerra Mundial apenas contenían 2 kg de explosivo, pero acopladas a 2 m bajo la línea de flotación causaban un gran agujero en un barco sin blindaje. Los agentes del SOE podían ser equipados con una pértiga de acople de 1,5 m de largo.
Una versión más pequeña llamada Clam (almeja, en inglés) fue desarrollada a partir de la mina lapa británica para su empleo en tierra. Fue ideada para emplarse contra tanques, pero antes que los británicos pudiesen desplegarla en combate, los alemanes adoptaron el recubrimiento antimagnético Zimmerit para contrarrestarla. Esto también se debió a que los alemanes emplearon durante la guerra la granada antitanque magnética Hafthohlladung, que tenía una carga hueca y se adhería mediante imanes a su objetivo. Temían que los soviéticos pudiesen copiarla y emplearla contra ellos. Al final, los soviéticos no mostraron interés en la granada antitanque magnética y los alemanes dejaron de emplear Zimmerit durante el último año de la guerra. Sin embargo, la Clam demostró ser útil para saboyaje y fue adoptada por el SOE. Con una carga explosiva de apenas 230 g, podía ocultarse con facilidad en el bolsillo de un abrigo y era capaz de destruir un vehículo o una aeronave. Durante la guerra, se fabricaron 2.500.000 granadas magnéticas Clam por el M.D.1, sucesor del MI(R).

## Historial de combate

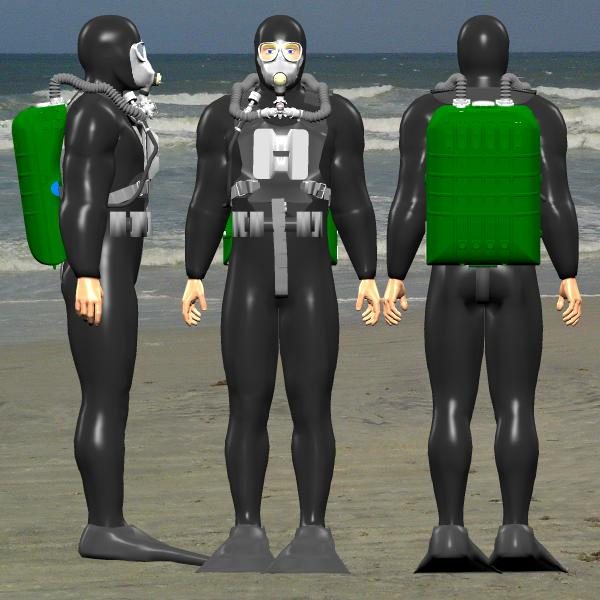
Tres vistas de un buzo equipado con recirculador soviético IDA71, que incluye un soporte para transportar una mina lapa sobre su pecho.

### Segunda Guerra Mundial
Uno de los ejemplos más dramáticos de su empleo fue la Operación Jaywick, llevada a cabo en la Segunda Guerra Mundial. En septiembre de 1943, 14 comandos Aliados de la Unidad Especial Z atacaron barcos japoneses en el puerto de Singapur. Entraron al puerto en botes de remos y acoplaron minas lapa en varios barcos japoneses antes de regresar a su escondite. Al explotar, las minas lapa hundieron o dañaron gravemente siete barcos japoneses, por un total de más de 39.000 t.
Un ejemplo del empleo de minas lapa por las Fuerzas Especiales británicas fue la Operación Frankton, cuyo objetivo era dañar y hundir buques mercantes anclados en Burdeos, Francia, en 1942. La operación fue el tema de la película Los héroes de Cockleshell.
Las minas lapa también fueron empleadas en 1944 por la Compañía Noruega Independiente 1 para atacar al MS Monte Rosa. El 16 de enero de 1945, se le acoplaron 10 minas lapa a estribor del SS Donau a unos 50 cm bajo la línea de flotación. Estas minas debían detonar una vez que el Donau saliera del Fiordo de Oslo y estuviese en mar abierto, sin embargo, se retrasó su zarpe y la explosión tuvo lugar antes que el Donau llegara a Drøbak.

### Décadas de 1970 y 1980
En la guerra de liberación de Bangladés de 1971, los bangladesíes emplearon minas lapa en la Operación Jackpot. En el puerto de Mongla, los comandos navales bangladesíes dañaron varios barcos de apoyo y cañoneros del Ejército pakistaní.
La CIA modificó minas lapa egipcias para que los muyahidines las empleen como bombas lapa contra los camiones soviéticos en la guerra de Afganistán (1978-1992).
En 1980, luego de una confrontación con el Sea Shepherd, se empleó una mina lapa para hundir al ballenero Sierra mientras estaba anclado en Portugal. Después en ese año, casi la mitad de la flota ballenera española fue hundida de la misma forma.
Se había planeado emplear minas lapa en la Operación Algeciras, durante la guerra de las Malvinas. Buzos argentinos las instalarían en buques de guerra británicos anclados en Gibraltar, pero fueron descubiertos y la operación fracasó. 
Otro notable ejemplo fue el hundimiento del Rainbow Warrior por agentes de la DGSE francesa en el puerto de Auckland, Nueva Zelanda, el 10 de julio de 1985.

### Incidentes del golfo de Omán de 2019

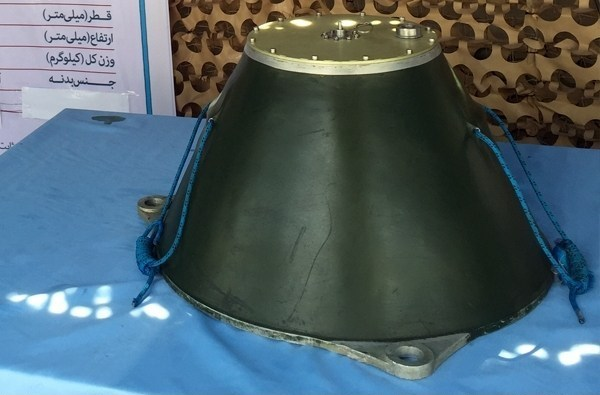
Mina lapa iraní, en la Exposición Naval de Chitgar de 2015.

El 12 de mayo de 2019, cuatro petroleros anclados en el puerto emiratí de Fuyaira resultaron dañados por lo que parecían ser minas lapa o artefactos explosivos similares. Los hallazgos preliminares de una investigación conjunta de los Emiratos Árabes Unidos, Noruega y Arabia Saudita que concluyó en junio del mismo año, mostraron que se instalaron minas lapa en los petroleros para su explosión como parte de una operación de sabotaje.
El 13 de junio de 2019, dos explosiones seguidas en el estrecho de Ormuz dañaron a un petrolero japonés y a un petrolero noruego, con Irán acusando a la Armada de los Estados Unidos. Se emitió un video que, según Estados Unidos, muestra a un navío iraní retirando una mina lapa sin detonar del estribor del barco japonés, a varios metros delante del área dañada. Las implicaciones de un ataque iraní son puestas en tela de juicio por el propietario del barco japonés y el gobierno japonés. Las minas parecen haber sido instaladas a varios metros sobre la línea de flotación. La tripulación del petrolero informó haber visto un objeto desconocido volando hacia ellos, luego una explosión y la perforación del casco. Inmediatamente después, la tripulación vio una segunda explosión.